# Aulnay (Charente Marítim)
Aulnay és un municipi francès situat al departament del Charente Marítim i a la regió de la Nova Aquitània. L'any 2007 tenia 1.462 habitants.

## Demografia

### Població
El 2007 la població de fet d'Aulnay era de 1.462 persones. Hi havia 699 famílies de les quals 249 eren unipersonals (92 homes vivint sols i 157 dones vivint soles), 249 parelles sense fills, 145 parelles amb fills i 56 famílies monoparentals amb fills.
La població ha evolucionat segons el següent gràfic:
Habitants censats

### Habitatges
El 2007 hi havia 885 habitatges, 714 eren l'habitatge principal de la família, 82 eren segones residències i 89 estaven desocupats. 752 eren cases i 127 eren apartaments. Dels 714 habitatges principals, 450 estaven ocupats pels seus propietaris, 242 estaven llogats i ocupats pels llogaters i 22 estaven cedits a títol gratuït; 7 tenien una cambra, 76 en tenien dues, 104 en tenien tres, 175 en tenien quatre i 351 en tenien cinc o més. 498 habitatges disposaven pel capbaix d'una plaça de pàrquing. A 338 habitatges hi havia un automòbil i a 241 n'hi havia dos o més.

### Piràmide de població
La piràmide de població per edats i sexe el 2009 era:
| Homes | Edats   | Dones |
| ----- | ------- | ----- |
| 0     | 95 o +  | 0     |
| 0     | 90 a 94 | 8     |
| 20    | 85 a 89 | 32    |
| 12    | 80 a 84 | 8     |
| 32    | 75 a 79 | 60    |
| 40    | 70 a 74 | 48    |
| 40    | 65 a 69 | 44    |
| 52    | 60 a 64 | 48    |
| 68    | 55 a 59 | 40    |
| 28    | 50 a 54 | 60    |
| 60    | 45 a 49 | 64    |
| 24    | 40 a 44 | 44    |
| 24    | 35 a 39 | 44    |
| 64    | 30 a 34 | 28    |
| 60    | 25 a 29 | 64    |
| 28    | 20 a 24 | 16    |
| 36    | 15 a 19 | 44    |
| 44    | 10 a 14 | 16    |
| 56    | 5 a 9   | 36    |
| 52    | 0 a 4   | 44    |

## Economia
El 2007 la població en edat de treballar era de 852 persones, 572 eren actives i 280 eren inactives. De les 572 persones actives 518 estaven ocupades (271 homes i 247 dones) i 54 estaven aturades (21 homes i 33 dones). De les 280 persones inactives 124 estaven jubilades, 62 estaven estudiant i 94 estaven classificades com a «altres inactius».

### Ingressos
El 2009 a Aulnay hi havia 711 unitats fiscals que integraven 1.463,5 persones, la mediana anual d'ingressos fiscals per persona era de 15.199 €.

### Activitats econòmiques
Dels 127 establiments que hi havia el 2007, 1 era d'una empresa extractiva, 6 d'empreses alimentàries, 3 d'empreses de fabricació de material elèctric, 1 d'una empresa de fabricació d'elements pel transport, 7 d'empreses de fabricació d'altres productes industrials, 16 d'empreses de construcció, 27 d'empreses de comerç i reparació d'automòbils, 6 d'empreses de transport, 4 d'empreses d'hostatgeria i restauració, 7 d'empreses financeres, 8 d'empreses immobiliàries, 10 d'empreses de serveis, 21 d'entitats de l'administració pública i 10 d'empreses classificades com a «altres activitats de serveis».
Dels 44 establiments de servei als particulars que hi havia el 2009, 1 era una oficina d'administració d'Hisenda pública, 1 gendarmeria, 1 oficina de correu, 3 oficines bancàries, 1 funerària, 6 tallers de reparació d'automòbils i de material agrícola, 1 autoescola, 6 paletes, 1 guixaire pintor, 2 fusteries, 4 lampisteries, 4 electricistes, 3 perruqueries, 1 veterinari, 3 restaurants, 3 agències immobiliàries i 3 salons de bellesa.
Dels 14 establiments comercials que hi havia el 2009, 1 era un supermercat, 1 una botiga de menys de 120 m², 3 fleques, 2 carnisseries, 1 una llibreria, 1 una botiga d'equipament de la llar, 1 una botiga d'electrodomèstics, 1 un drogueria, 1 una perfumeria i 2 floristeries.
L'any 2000 a Aulnay hi havia 30 explotacions agrícoles que ocupaven un total de 1.909 hectàrees.

## Equipaments sanitaris i escolars
El 2009 hi havia 2 farmàcies i 2 ambulàncies.
El 2009 hi havia 1 escola maternal i 1 escola elemental. Aulnay disposava d'un col·legi d'educació secundària amb 273 alumnes.

## Poblacions més properes
El següent diagrama mostra les poblacions més properes.